# 福部村
福部村（ふくべそん）は、かつて鳥取県の東部にあった村である。岩美郡に属した。
2004年（平成16年）11月1日に鳥取市に編入合併し、村域は鳥取市福部町となった。主な名産品としてラッキョウなどがある。

## 地理
鳥取県の東部に位置し、日本海に面していた。

## 歴史
- 1928年（昭和3年）4月1日 - 塩見村・服部村が合併して発足。村名は江戸時代に当村内に『福田保』『服部庄』が存在していたことにより、この両者の名を合成した[2]。
- 2004年（平成16年）11月1日 - 鳥取市に編入[1]。同日福部村廃止。

## 姉妹都市・提携都市
なし

## 地域

### 教育
2016年に、下記の教育施設が鳥取市立福部未来学園として統合された。
- 福部村立福部中学校
- 福部村立福部小学校
- 福部村立福部幼稚園

## 交通

### 鉄道
- 西日本旅客鉄道（JR西日本）
  - 山陰本線：（岩美町） - 福部駅 - （鳥取市）

### 道路
- 一般国道
  - 国道9号（鳥取バイパス）
- 県道
  - 鳥取県道43号鳥取福部線
  - 鳥取県道188号池谷福部停車場線
  - 鳥取県道212号福部停車場線
  - 鳥取県道224号一本松覚寺線
  - 鳥取県道265号湯山鳥取線
  - 鳥取県道319号鳥取砂丘細川線

## 名所・旧跡・観光スポット・祭事・催事
- 鳥取砂丘（旧福部村域にも跨がっているため、この部分は福部砂丘とも呼ばれている）
- 砂丘温泉ふれあい会館
- 蛇山城
- 湯山池 - 1958年まであった潟湖。江戸時代には湯山池の湯山エビが名産品だった。